# Fiebrigella discretum
Fiebrigella discretum är en tvåvingeart som först beskrevs av Mario Bezzi 1917.  Fiebrigella discretum ingår i släktet Fiebrigella och familjen fritflugor. Inga underarter finns listade i Catalogue of Life.